# Neodrilus campestris
Neodrilus campestris är en ringmaskart som först beskrevs av Hutton 1877.  Neodrilus campestris ingår i släktet Neodrilus och familjen Acanthodrilidae. Inga underarter finns listade i Catalogue of Life.